# Глубокое (Лужский район)
Глубокое — деревня в Осьминском сельском поселении Лужского района Ленинградской области.

## История
Две соседние деревни Глубокая упоминаются на карте Санкт-Петербургской губернии 1792 года А. М. Вильбрехта.
Деревня Глыбокая обозначена на карте Санкт-Петербургской губернии Ф. Ф. Шуберта 1834 года.

ГЛЫБОКА — деревня принадлежит её величеству, число жителей по ревизии: 23 м. п., 18 ж. п. (1838 год)

Деревня Глыбокая отмечена на карте профессора С. С. Куторги 1852 года.

ГЛЫБКОВО — деревня Гдовского её величества имения, по просёлочной дороге, число дворов — 9, число душ — 31 м. п. (1856 год)

ГЛЫБОКА — деревня государственная при реке Сабе, число дворов — 12, число жителей: 33 м. п., 36 ж. п. (1862 год)

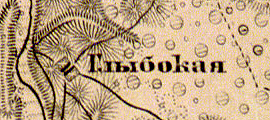
Деревня Глубокое на карте 1863 года

Согласно карте из «Исторического атласа Санкт-Петербургской Губернии» 1863 года деревня называлась Глыбокая.
Сборник Центрального статистического комитета описывал её так:

ГЛЫБОВКА — деревня бывшая владельческая при реке Сабе, дворов — 13, жителей — 78; кожевенный завод. (1885 год)

В XIX — начале XX века деревня административно относилась к Осьминской волости 2-го земского участка 1-го стана Гдовского уезда Санкт-Петербургской губернии.
По данным «Памятной книжки Санкт-Петербургской губернии» за 1905 год, деревня называлась Глыбоко и образовывала Глыбокское сельское общество.
С 1917 по 1919 год деревня Глубоко входила в состав Осьминской волости Гдовского уезда.
С 1920 года, в составе Райковского сельсовета Кингисеппского уезда.
С 1924 года, в составе Луговского сельсовета.
С 1927 года, в составе Райковского сельсовета Осьминского района.
С 1928 года, в составе Осьминского сельсовета. В 1928 году население деревни Глубоко составляло 104 человека.
По данным 1933 года деревня называлась Глубоко и входила в состав Осьминского сельсовета Осьминского района.
C 1 августа 1941 года по 31 января 1944 года деревня находилась в оккупации.
С 1961 года, в составе Сланцевского района.
С 1963 года, в составе Лужского района.
В 1965 году население деревни Глубоко составляло 81 человек.
По данным 1966, 1973 и 1990 годов деревня называлась Глубокоеи также входила в состав Осьминского сельсовета Лужского района.
В 1997 году в деревне Глубокое Осьминской волости проживали 7 человек, в 2002 году — 10 человек (все русские).
В 2007 году в деревне Глубокое Осьминского СП проживали 5 человек.

## География
Деревня расположена в северо-западной части района близ автодороги 41А-186 (Толмачёво — автодорога «Нарва»).
Расстояние до административного центра поселения — 10 км.
Расстояние до ближайшей железнодорожной станции Молосковицы — 60 км.
Деревня находится на правом берегу реки Саба.

## Демография
| 1838 | 1862 | 1885 | 1928 | 1965 | 1997 | 2007 |
| ---- | ---- | ---- | ---- | ---- | ---- | ---- |
| 41   | ↗69  | ↗78  | ↗104 | ↘81  | ↘7   | ↘5   |
| 2010 | 2017 |      |      |      |      |      |
| ↗12  | ↘2   |      |      |      |      |      |

## Улицы
Полевая.